# Bernd Klotz
Bernd Klotz (* 8. September 1958 in Pforzheim) ist ein ehemaliger deutscher Fußballspieler und -trainer.

## Karriere
Der in der Jugend seines Heimatvereines 1. FC Dürrn im Fußballkreis Pforzheim aufgewachsene Stürmer – er stand auch in den Jugendteams des Badischen Fußballverbandes von Verbandstrainer Pál Csernai – wechselte im Jahre 1974 in die Jugendabteilung des VfB Stuttgart. Unter Trainer Oskar Hartl erreichte er mit der A-Jugend der Schwaben zwei Mal das Endspiel um die Deutsche Meisterschaft. Dieses gewann er 1975 gegen den FC Schalke 04 und verlor es 1977 gegen den MSV Duisburg. Seine höherklassige Karriere begann schließlich bei den Amateuren des VfB Stuttgart in der 1. Amateurliga Nordwürttemberg. Zur Saison 1978/79 wechselte er in die Lizenzspielermannschaft. Sein erstes Bundesligaspiel bestritt er am 4. November 1978, als er am 12. Spieltag beim Spiel gegen Werder Bremen in der 77. Minute für Walter Kelsch eingewechselt wurde. Bereits zwei Minuten später erzielte er mit einem Kopfball nach Vorarbeit von Hansi Müller sein erstes Bundesligator zum 1:1-Endstand. Am Ende der Saison, in der Klotz noch sechs weitere Male zum Einsatz kam, wurden die Schwaben Deutscher Vizemeister. In der Folgezeit kam Klotz zu mehr Einsätzen, wurde aber erst zur Saison 1980/81 Stammspieler an der Seite von Walter Kelsch. Im Sommer 1981 wechselte er zu Borussia Dortmund. Klotz war dort von Beginn an Stammspieler und wurde mit dem BVB sechster in seiner ersten Saison. Diese Platzierung ermöglichte den Borussen die Teilnahme am UEFA-Pokal. Dort scheiterten sie in der ersten Runde zwar an den Glasgow Rangers, erreichten jedoch im nationalen Pokal das Halbfinale und verloren dort gegen Fortuna Köln. In der Liga wurde er mit dem BVB – trotz eines 11:1-Erfolges über Arminia Bielefeld – siebter und verpasste somit knapp eine erneute Qualifikation für den UEFA-Pokal. Diese wurde auch in der folgenden Spielzeit als Tabellendreizehnter deutlich verpasst und Klotz – der in dieser Spielzeit zusammen mit Erdal Keser bester Torschütze der Borussia war – verließ den Verein. Klotz wechselte an den Alsenweg zu SV Waldhof Mannheim und blieb dort drei Jahre. Nach dem Sieg in der Relegation gegen den SV Darmstadt 98 und dem Verbleib in der Bundesliga wechselte er zu Fortuna Düsseldorf in die 2. Bundesliga. Am Niederrhein gelang ihm prompt der Aufstieg in die erste Liga. Zwei Jahre spielte er dann noch für die Fortuna in der Bundesliga, bevor er seine aktive Karriere bei Fortuna Köln beendete.

## Erfolge
- Deutscher A-Jugendmeister (1): 1975
- Deutscher Vizemeister (1): 1979
- Meister und Aufstieg in die 1. Bundesliga (2. Bundesliga 1988/89)